# Ljoebov Boerda
Ljoebov Viktorovna Boerda (Russisch: Любовь Викторовна Бурда) (Voronezj, 11 april 1953) is een voormalig turnster uit de Sovjet-Unie. Boerda was getrouwd met de turner Nikolaj Andrianov.
Boerda werd in 1968 en 1972 olympisch kampioen in de landenwedstrijd. In 1970 won Boerda tijdens de wereldkampioenschappen goud in de landenwedstrijd en de bronzen medaille op sprong

## Resultaten

### Olympische Zomerspelen
| Jaar | Plaats      | Resultaten                                                    |
| ---- | ----------- | ------------------------------------------------------------- |
| 1968 | Mexico-stad | landenwedstrijd 25e op de meerkamp                            |
| 1972 | München     | landenwedstrijd 5e op de meerkamp 5e op de vloer 4e op sprong |

### Wereldkampioenschappen
| Jaar | Plaats    | Resultaten                                                              |
| ---- | --------- | ----------------------------------------------------------------------- |
| 1970 | Ljubljana | landenwedstrijd · sprong · 5e individuele meerkamp · 4e brug · 5e vloer |